# Augustin Alleman
Pour les articles homonymes, voir Alleman.
Augustin Alleman est un homme politique français né le 24 décembre 1797 à Draguignan (Var) et décédé le 28 mai 1872 à Draguignan.

## Biographie
Banquier, président du tribunal de commerce de Draguignan, il est député du Var de 1848 à 1849, siégeant avec les républicains modérés.